# Lynk & Co 09
La Lynk & Co 09 è un'autovettura prodotta dalla casa automobilistica sino-svedese Lynk & Co a partire dal 2021.

## Contesto
La 09 è un crossover SUV 5 porte di grandi dimensioni, sviluppato in collaborazione con la Volvo, facente parte entrambi del gruppo Geely, e realizzato sulla piattaforma Volvo SPA, la stessa della seconda generazione di Volvo XC90.
La Lynk & Co 09 è stata presentata il 19 giugno 2021 a Shanghai e viene prodotta nello stabilimento di Meishu a Ningbo, in Cina.

## Caratteristiche
L'interno della 09 si caratterizza per la presenza di 6 schermi LCD, tra cui due schermi del pannello di controllo da 12" + 6", uno schermo per l'infotainment da 12,8" e un altro schermo da 12,3". Si può configurare la 09 con sei o sette posti. L'allestimento più ricco della Lynk & Co 09 è dotato di sedili anteriori elettrici a 12 regolazioni, caricabatterie wireless per smartphone, navigazione con realtà aumentata, sistema di riduzione attiva del rumore, rivestimenti in pelle Nappa e un sistema di aromaterapia con tre modalità di funzionamento. Inoltre ci sono anche funzioni di guida autonoma di livello 2 e 3 che consentono di effettuare cambio di corsia in maniera automatica alle velocità autostradali, parcheggio automatico e funzione cruise crontrol adattivo durante gli ingorghi a velocità ridotta.

### Motorizzazioni
Sono disponibili tre configurazioni per quanto riguarda le motorizzazioni: un benzina mild hybrid con motore turbo da 2.0 litri abbinato a un cambio automatico Aisin a 8 rapporti con un sistema ibrido da 48 V; un ibrido con motore elettrico a supporto del motore a benzina, con batteria ricaricabile solo tramite la rigenerazione in frenata; un PHEV (veicolo ibrido plug-in) con un motore elettrico e una batteria che può essere caricata collegandola alla presa di ricarica. I propulsori sviluppano da 252 a 431 CV in base alla configurazione con tutte le varianti che sono a trazione integrale con la BorgWarner che fornisce il sistema AWD.